# Chaire de professeur plumien d'astronomie et de philosophie expérimentale de l'université de Cambridge
La chaire de professeur plumien d'astronomie et de philosophie expérimentale est une des deux chaires d'astronomie de l'université de Cambridge avec celle de professeur lowndesien d'astronomie et de géométrie.
Cette chaire a été créée en 1704 par Thomas Plume, membre du Christ's College et archidiacre de Rochester.
Le premier professorat a été obtenu par Roger Cotes en 1707, un élève d'Isaac Newton, et ses appointements augmentés par Robert Smith second titulaire de la chaire.

## Titulaires
- Roger Cotes  (1707-1716)
- Robert Smith  (1716-1760)
- Anthony Shepherd (1760-1796)
- Samuel Vince (1796-1821)
- Robert Woodhouse (1822-1828)
- Sir George Airy  (1828-1836)
- James Challis  (1836-1883)
- George Darwin  (1883-1912)
- Arthur Eddington  (1913-1944)
- Harold Jeffreys  (1946-1958)
- Fred Hoyle  (1958-1972)
- Martin Rees  (1973-1991)
- Richard Ellis  (1993-2000)
- Jeremiah Ostriker (2001-2003)
- Robert Kennicutt (2005-)